# COVID-19 в Боснии и Герцеговине
Пандемия COVID-19 в Боснии и Герцеговине — часть всемирной пандемии коронавирусной инфекции COVID-19, вызванная коронавирусом SARS-CoV-2, начавшейся в декабре 2019 года в Китае в провинции Хубэй.
Первый случай заражения в Боснии и Герцеговине был зарегистрирован 5 марта 2020 в городе Баня-Лука у персоны, вернувшейся из Италии.
21 марта 2020 года в больнице города Бихач была подтверждена первая в стране смерть вследствие заражения COVID-19.